# Anthon
Pour les articles homonymes, voir Anthon (homonymie).
Anthon est une commune française située dans le département de l'Isère, en région Auvergne-Rhône-Alpes.
Autrefois paroisse de la province royale du Dauphiné, la commune est au XXIe siècle, l'une des quatre villes de la communauté de communes Lyon Saint-Exupéry en Dauphiné.
Ses habitants sont appelés les Anthonois.

## Géographie

### Situation et description
Anthon est située sur la rive gauche du Rhône, à l'opposé de sa confluence avec l'Ain, à environ 30 kilomètres en amont du centre de Lyon, 100 km de Grenoble et 15 km de l'aéroport Lyon-Saint-Exupéry.

### Communes limitrophes
|                   | Saint-Maurice-de-Gourdans (Ain) |                |
| Villette-d'Anthon | Anthon                          | Loyettes (Ain) |
| Janneyrias        | Charvieu-Chavagneux             | Chavanoz       |

### Climat
Pour des articles plus généraux, voir Climat d'Auvergne-Rhône-Alpes et Climat de l'Isère.
En 2010, le climat de la commune est de type climat océanique altéré, selon une étude du Centre national de la recherche scientifique s'appuyant sur une série de données couvrant la période 1971-2000. En 2020, Météo-France publie une typologie des climats de la France métropolitaine dans laquelle la commune est dans une zone de transition entre le climat semi-continental et le climat de montagne et est dans la région climatique Bourgogne, vallée de la Saône, caractérisée par un bon ensoleillement (1 900 h/an), un été chaud (18,5 °C), un air sec au printemps et en été et des vents faibles.
Pour la période 1971-2000, la température annuelle moyenne est de 11,8 °C, avec une amplitude thermique annuelle de 18,2 °C. Le cumul annuel moyen de précipitations est de 969 mm, avec 10,4 jours de précipitations en janvier et 6,9 jours en juillet. Pour la période 1991-2020, la température moyenne annuelle observée sur la station météorologique de Météo-France la plus proche, « Lyon-Saint-Exupery », sur la commune de Colombier-Saugnieu à 10 km à vol d'oiseau, est de 12,8 °C et le cumul annuel moyen de précipitations est de 862,5 mm,. Pour l'avenir, les paramètres climatiques de la commune estimés pour 2050 selon différents scénarios d'émission de gaz à effet de serre sont consultables sur un site dédié publié par Météo-France en novembre 2022.

### Hydrographie

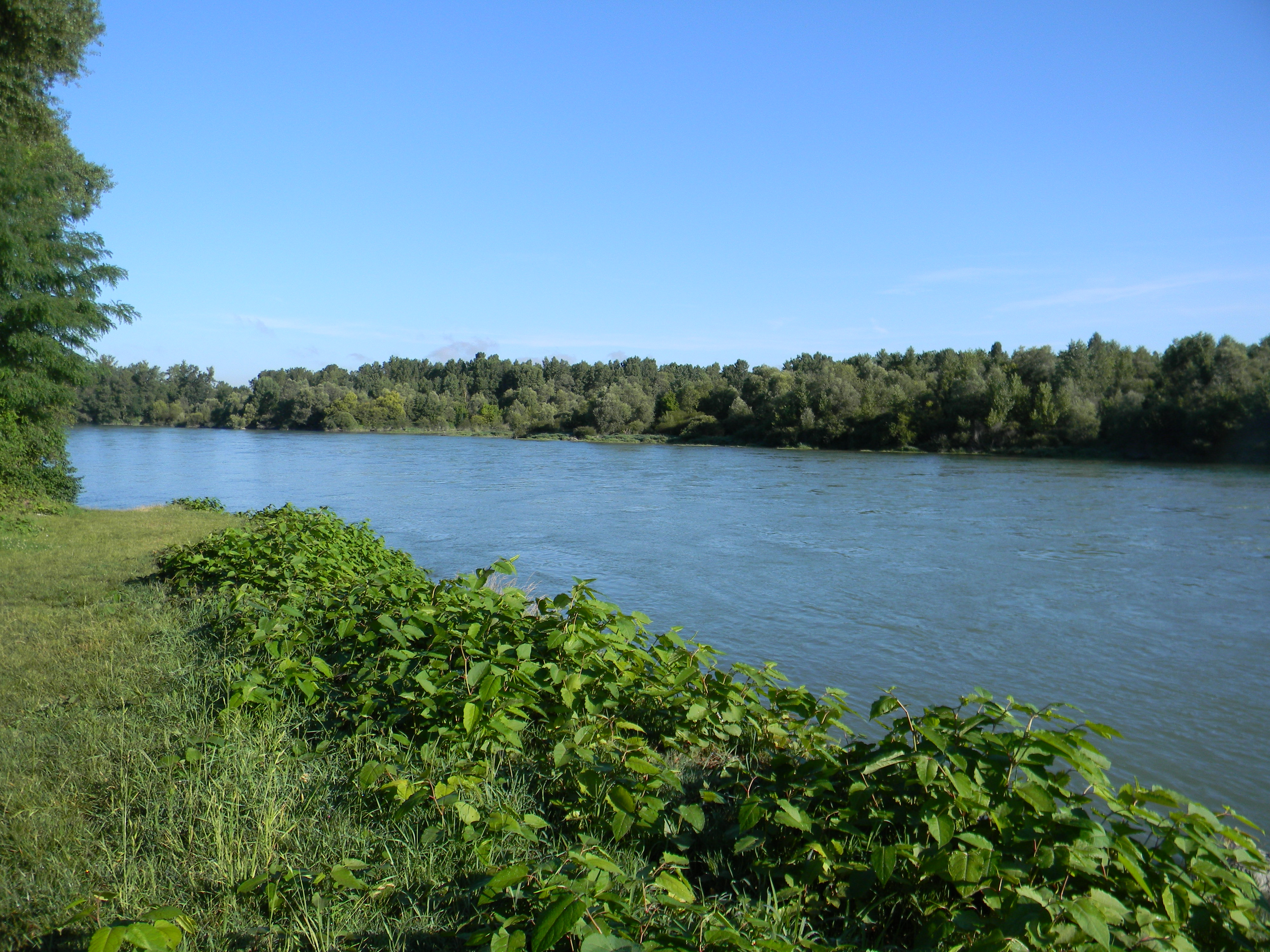
Le Rhône à Anthon.

Anthon est bordée dans sa partie nord-est par la rive gauche du Rhône au niveau de sa confluence avec l'Ain, cependant situé en rive droite.

### Voies de communication et transport

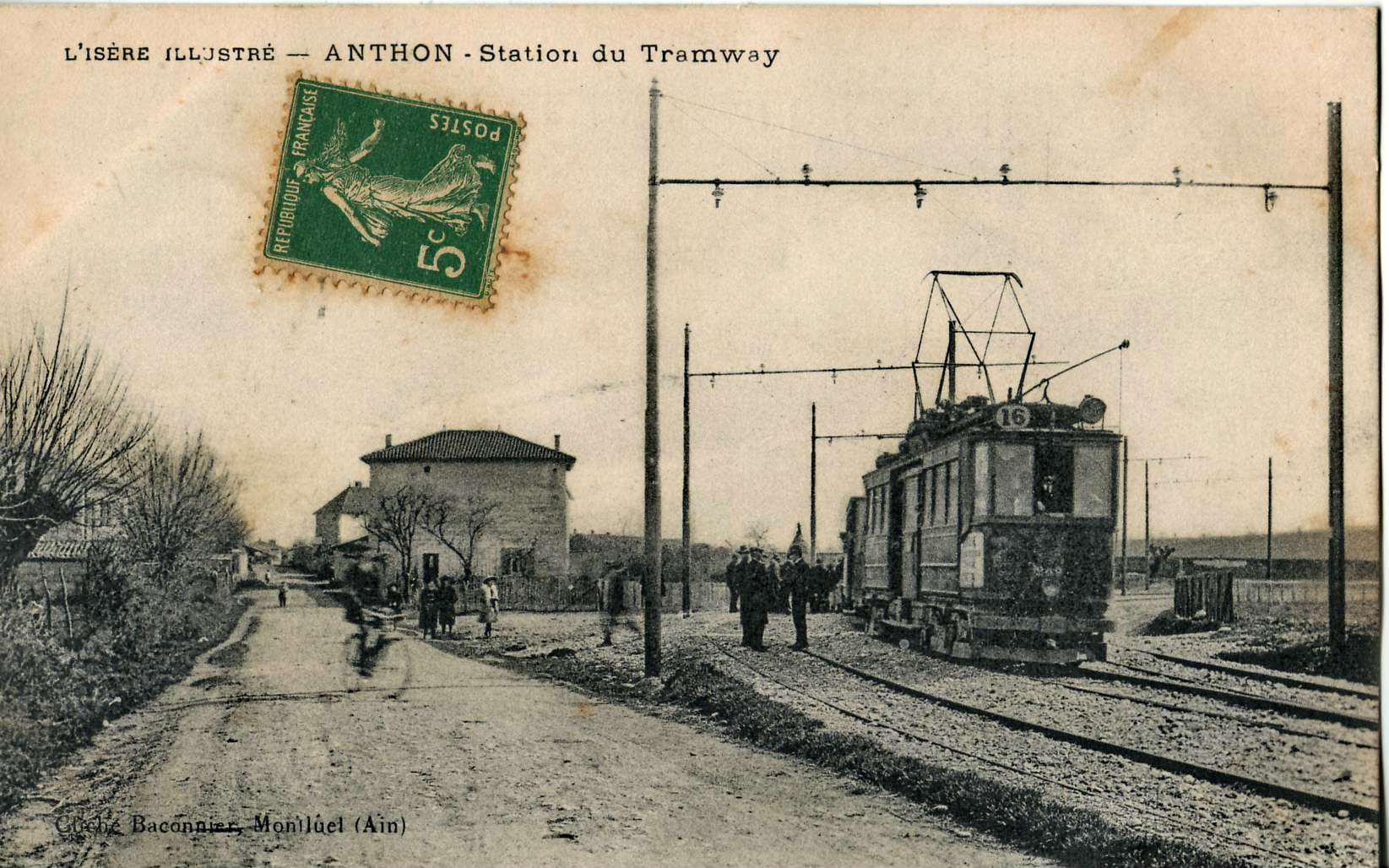
La commune fut desservie, au début du XX jusqu'à 1937, par la ligne 16 de l'ancien tramway de Lyon, qui, dans cette zone rurale, fonctionnait comme un véritable chemin de fer secondaire.

## Urbanisme

### Typologie
Au 1er janvier 2024, Anthon est catégorisée ceinture urbaine, selon la nouvelle grille communale de densité à sept niveaux définie par l'Insee en 2022.
Elle est située hors unité urbaine. Par ailleurs la commune fait partie de l'aire d'attraction de Lyon, dont elle est une commune de la couronne,. Cette aire, qui regroupe 397 communes, est catégorisée dans les aires de 700 000 habitants ou plus (hors Paris),.

### Occupation des sols
L'occupation des sols de la commune, telle qu'elle ressort de la base de données européenne d’occupation biophysique des sols Corine Land Cover (CLC), est marquée par l'importance des territoires agricoles (63,1 % en 2018), une proportion sensiblement équivalente à celle de 1990 (63,2 %). La répartition détaillée en 2018 est la suivante :
terres arables (50 %), forêts (22,7 %), prairies (8,4 %), eaux continentales (7,7 %), zones urbanisées (6,5 %), zones agricoles hétérogènes (4,7 %). L'évolution de l’occupation des sols de la commune et de ses infrastructures peut être observée sur les différentes représentations cartographiques du territoire : la carte de Cassini (XVIIIe siècle), la carte d'état-major (1820-1866) et les cartes ou photos aériennes de l'IGN pour la période actuelle (1950 à aujourd'hui).

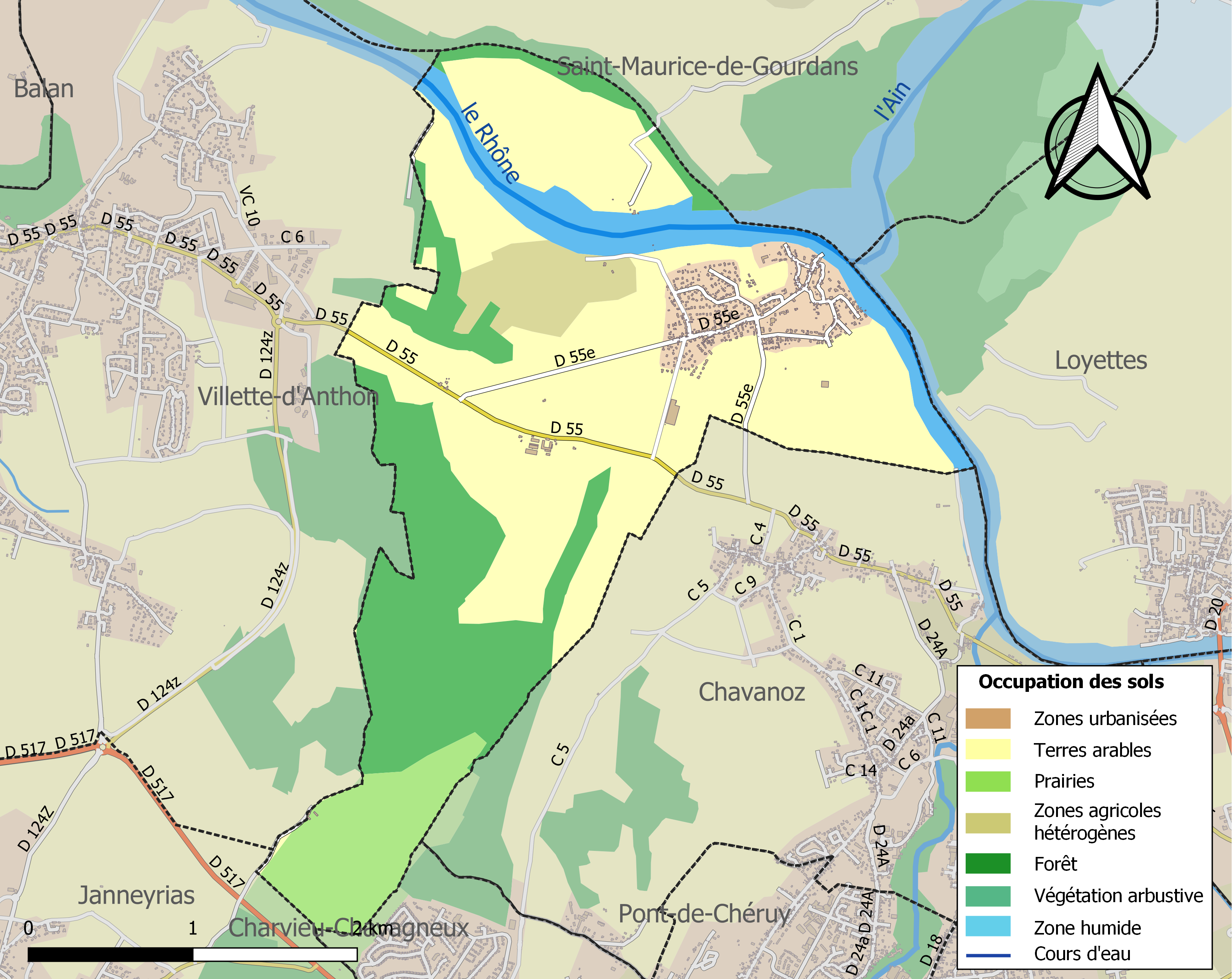
Carte des infrastructures et de l'occupation des sols de la commune en 2018 (CLC).

### Risques naturels et technologiques

#### Risques sismiques
L'ensemble du territoire de la commune d'Anthon est situé en zone de sismicité no 3, dite « modérée » (sur une échelle de 1 à 5), comme la plupart des communes de son secteur géographique.
| Type de zone | Niveau            | Définitions (bâtiment à risque normal) |
| ------------ | ----------------- | -------------------------------------- |
| Zone 3       | Sismicité modérée | accélération = 1,1 m/s2                |

## Toponymie
Le lieu Anthon est mentionné au XIIe siècle.

## Histoire
Le territoire était occupé à l'époque romaine.
Un poème de Sidonius Apollinaris (Sidoine Apollinaire) célèbre les vignes d'Anthon, vers l'an 450 de notre ère[réf. nécessaire].
Les seigneurs d'Anthon sont de temps immémoriaux les tenants de cette terre. Aucune attribution de domaine ne leur est attribué sous l'empire (Charlemagne et suivants) ni par les rois successifs. Ceci laisse à penser qu'ils sont détenteurs de leur domaine de toute ancienneté.
Guichard 1er s'illustre à la première croisade en l'an 1096. Son lointain descendant Louis d'Anthon disparaît en 1326, le domaine étant attribué à sa jeune sœur qui le cède à sa tante, épouse d'Hugues de Genève.
Il passe ensuite aux Saluces.
La famille d'Anthon survit un certain temps au travers de la branche cadette des Varax qui s'éteint au XVe siècle. La descendance de Louis d'Anthon n'est pas connue. Plusieurs branches d'Anthon ou Danton se réclament de lui.
La bataille d'Anthon date du 11 juin 1430. Louis de Chalon, fort de son impressionnante supériorité numérique avec ses 4 000 hommes, s’avance en toute tranquillité au secours du château de Colombier, dont il ignore la reddition. Il s’engage sur le chemin d’Anthon à Colombier qui serpente à travers bois, là ou précisément les 1 600 combattants dauphinois et alliés sont en embuscade dans les taillis, près du village de Janneyrias.
La colonne orangiste, étirée dans le chemin étroit, est brusquement surprise de toutes parts. La puissante cavalerie orangiste est prise au piège. Bientôt, c’est la confusion générale et le sauve qui peut en direction d’Anthon. Les fuyards abandonnent armes et bagages et se sauvent à travers bois. Plus de 200 hommes se noient en essayant de franchir le Rhône tumultueux. Ainsi s’achevait la « bataille d’Anthon ». Le Dauphiné était sauvé.
Au XVIIIe siècle, il existe à Anthon un péage sur le Rhône dont le bureau de perception est attaqué en octobre 1789.

## Politique et administration

### Liste des maires
| Période                                  | Période  | Identité             | Étiquette | Qualité          |
| ---------------------------------------- | -------- | -------------------- | --------- | ---------------- |
| Les données manquantes sont à compléter. |          |                      |           |                  |
| avant 1988                               | ?        | Gabriel-Louis Lefort |           |                  |
| 2001                                     | 2008     | Pierre Robert        | SE        | Kinésithérapeute |
| mars 2008                                | 2020     | Bruno Bon            | SE        | Agriculteur      |
| 2020                                     | En cours | Cédric Camp          |           |                  |

### Jumelages
- En 2015, la commune n'est jumelée avec aucune autre.

## Population et société

### Démographie
Les habitants sont appelés les Anthonois.
L'évolution du nombre d'habitants est connue à travers les recensements de la population effectués dans la commune depuis 1793. Pour les communes de moins de 10 000 habitants, une enquête de recensement portant sur toute la population est réalisée tous les cinq ans, les populations de référence des années intermédiaires étant quant à elles estimées par interpolation ou extrapolation. Pour la commune, le premier recensement exhaustif entrant dans le cadre du nouveau dispositif a été réalisé en 2008.

En 2022, la commune comptait 1 137 habitants, en évolution de +8,39 % par rapport à 2016 (Isère : +3,07 %, France hors Mayotte : +2,11 %).
| 1793 | 1800 | 1806 | 1821 | 1831 | 1836 | 1841 | 1846 | 1851 |
| ---- | ---- | ---- | ---- | ---- | ---- | ---- | ---- | ---- |
| 227  | 221  | 280  | 304  | 345  | 373  | 422  | 407  | 396  |

| 1856 | 1861 | 1866 | 1872 | 1876 | 1881 | 1886 | 1891 | 1896 |
| ---- | ---- | ---- | ---- | ---- | ---- | ---- | ---- | ---- |
| 424  | 406  | 419  | 390  | 412  | 356  | 375  | 322  | 286  |

| 1901 | 1906 | 1911 | 1921 | 1926 | 1931 | 1936 | 1946 | 1954 |
| ---- | ---- | ---- | ---- | ---- | ---- | ---- | ---- | ---- |
| 318  | 289  | 265  | 288  | 292  | 277  | 224  | 203  | 177  |

| 1962 | 1968 | 1975 | 1982 | 1990 | 1999 | 2006 | 2008 | 2013  |
| ---- | ---- | ---- | ---- | ---- | ---- | ---- | ---- | ----- |
| 201  | 225  | 264  | 333  | 697  | 917  | 940  | 946  | 1 041 |

| 2018  | 2022  | - | - | - | - | - | - | - |
| ----- | ----- | - | - | - | - | - | - | - |
| 1 073 | 1 137 | - | - | - | - | - | - | - |

### Enseignement
La commune est rattachée à l'académie de Grenoble.

### Médias
Historiquement, le quotidien à grand tirage Le Dauphiné libéré consacre, chaque jour, y compris le dimanche, dans son édition du Nord-Isère, un ou plusieurs articles à l'actualité de la communauté de communes, ainsi que des informations sur les éventuelles manifestations, les travaux routiers, et autres événements divers à caractère local.

## Culture locale et patrimoine

### Lieux et monuments
- Tour ancienne
- Église Saint-Germain d'Anthon du XIXe siècle

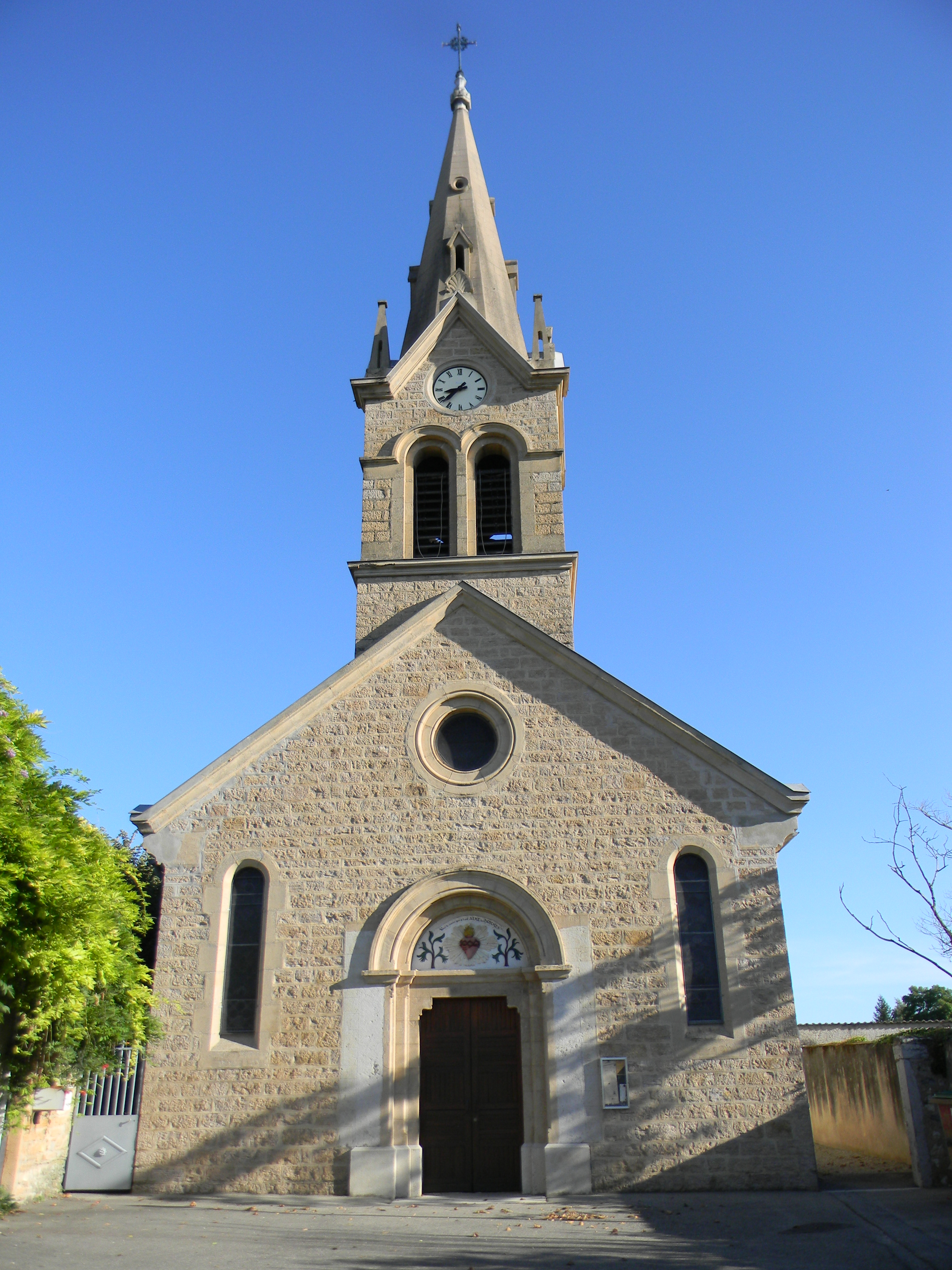
L'église.

- Le site protégé du confluent de l'Ain se jetant dans le Rhône
- Vestiges du château fort d'Anthon, du XIIe siècle, à un emplacement occupé déjà par une motte castrale et en époque gauloise et puis romaine. Il subsiste des restes du mur d'enceinte et l'arche de la porte principale, et des vestiges de l'ancienne chapelle[21],[22], près de la conﬂuence entre le Rhône et l'Ain[23]. Le château d'Anthon est connu pour la bataille d'Anthon.

### Héraldique, logotype et devise
| Blason de Anthon | Blason  | De gueules, dragon d'or à tête humaine           |
| Blason de Anthon | Détails | Le statut officiel du blason reste à déterminer. |

## Pour approfondir